# Singaporemma halongense
Singaporemma halongense är en spindelart som beskrevs av Pekka T. Lehtinen 1981. Singaporemma halongense ingår i släktet Singaporemma och familjen Tetrablemmidae.
Artens utbredningsområde är Vietnam. Inga underarter finns listade i Catalogue of Life.